# HC Sibiu
Handbal Club Sibiu, fondat în 2013, este un club de handbal masculin din Sibiu, România, ce evolueaza în Divizia A. La sfârșitul sezonului competițional 2014-2015, Handbal Club Sibiu s-a clasat pe locul 7 în seria B a Diviziei A.
Handbal Club Sibiu este antrenată de catre Matei Damian si Niculae Stefan.
Echipa joacă meciurile de pe teren propriu la Sala Polivalentă Transilvania din localitate.

## Lotul de jucători 2015/16
| Portari - Gabriel Sofronici - Jan Novacovschi Extreme Extreme stânga - Raul Muntean - Razvan Bogdan Extreme dreapta - Robert Miclos - Dorin Neamtu Pivoți - Dorin Purcarea - Alexandru Tolciu | Centri - Bogdan Verza - Cosmin Demian Interi Interi stânga - Radu David - Andrei Iliut Interi dreapta - Horatiu Capatana |

## Banca tehnică și conducerea administrativă
| Nume           | Ocupație           |
| -------------- | ------------------ |
| Matei Damian   | Președinte         |
| Matei Damian   | Antrenor principal |
| Niculae Stefan | Antrenor secund    |